# Коксохімічний завод у Белламбі

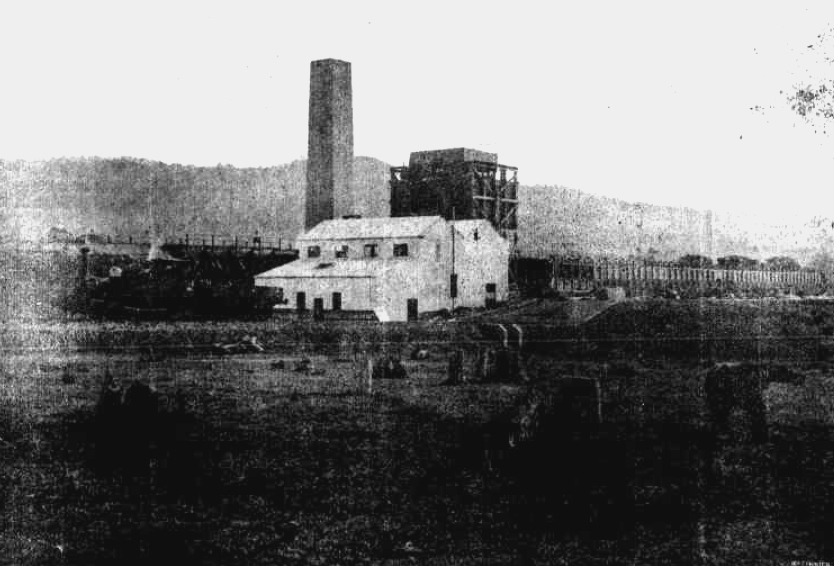
Завод у 1903 році

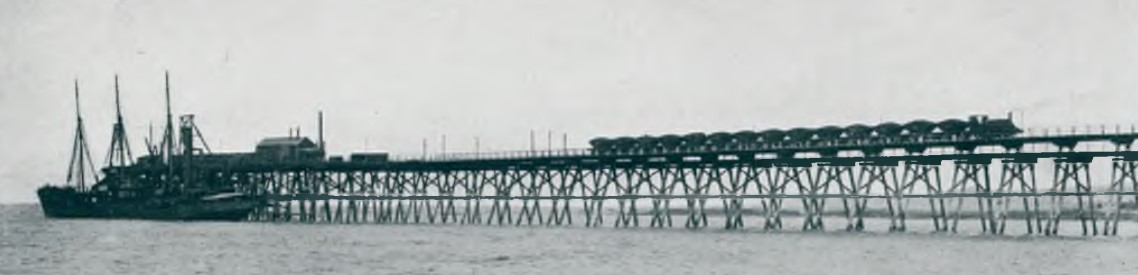
Белламбі-Пойнт, 1908 рік, вугільний причал компанії Саут-Буллі, біля якого працював коксохімічний завод

Коксохімічний завод у Белламбі (Bellambi) – колишнє хімічне виробництво на сході Австралії. 
У 1900 – 1901 році гірничодобувна компанія Broken Hill Proprietary (BHP) спорудила у Белламбі власний коксохімічний завод, що мав 115 камер коксування. Майданчик для нього обрали поблизу пристані Белламбі-Пойн, до якої вела залізниця від вугільної шахти Саут-Буллі. Остання також стала постачати вугілля для виробництва коксу, який далі відвантажували через пристань для відправки на плавильний завод BHP на південному узбережжі Австралії. 
В 1915-му кілька плавильних заводів, і серед них належний BHP, об’єднали у потужний металургійний комплекс в Порт-Пірі, яким опікувалась Broken Hill Associated Smelters (BHAS). З цього часу всі продукція заводу в Белламбі закуповувалась BHAS.
У 1925-му BHP продала свою частку у BHAS іншим акціонерам, які одночасно викупили і майданчик в Белламбі.
В 1935-му коксохімічний завод в Белламбі закрили.